# Christian Büchel
Christian Büchel (* 14. Dezember 1965) ist ein deutscher Mediziner und Neurowissenschaftler. Er ist Professor und Direktor des Instituts für Systemische Neurowissenschaften am Universitätsklinikum Hamburg-Eppendorf (UKE).

## Leben
Büchel studierte 1987 bis 1993 Medizin an der Universität Heidelberg, an der er 1995 zum Dr. med. promoviert wurde. 1994/95 war er in der Abteilung Neurologie der Universität Essen zur Facharztausbildung in Neurologie. 1995 bis 1999 war er als Post-Doktorand bei Richard Frackowiak in London und 1998/99 in der Abteilung Neurologie der Universität Hamburg. Seit 2000 leitete er dort eine Junior-Forschungsgruppe und ist dort seit 2005 Professor und Leiter der Abteilung Systematische Neurowissenschaften. Außerdem ist er seit 2005 auch Professor für Psychologie in der Fakultät für Psychologie.
2011 erhielt er den Ernst Jung-Preis und den Gottfried-Wilhelm-Leibniz-Preis. Er ist Mitherausgeber des European Journal of Neuroscience und Mitglied der Akademie der Wissenschaften in Hamburg.

## Werk
Büchel untersuchte, wie höhere kognitive Prozesse wie Lernen in funktionalen Verbindungen des Gehirns verankert sind. Dabei benutzt er zum Beispiel fMRI (funktionales MRI) und verschiedene EEG-Techniken. Er befasste sich mit der Auswirkung von Emotionen (wie Furcht, Schmerz) auf Lernen und Gedächtnis und dem Belohnungssystem des Gehirns.
Mit Mitarbeitern zeigte er, dass nicht nur das wie allgemein angenommen explizite, sondern auch implizite Lernen mit dem medialen Temporallappensystem verbunden ist, dass die Beteiligung der verschiedenen Hirnbereiche beim Lernen und im Gedächtnis vielmehr von der Natur der zu erlernenden Gegenstände abhängt und dass der explizite (mit Aufmerksamkeit verbundene) Zugang zum Gedächtnis ein unabhängiger Vorgang ist an dem mehrere verschiedene Hirnbereiche beteiligt sind. 1999 zeigte er mit Kollegen, wie unterschiedliche Teile des visuellen Systems des Gehirns beim Lernen der räumlichen Lokalisation von Objekten eng zusammenarbeiten.
Er zeigte in Untersuchungen zum Einfluss von Placebo-Analgetika auf die Schmerzwahrnehmung, dass höhere kognitive Prozesse schon auf der Ebene des Rückenmarks Einfluss nehmen, wie Schmerz sich auf die Wahrnehmung auswirkt. wie Gerüche das Erinnern verstärken und wie pathologische Spielsucht ihre Ursache in verminderte Aktivität im mesolimbischen System hat. Die Untersuchungen seiner Gruppe betreffen auch weitere Suchtphänomene. Mit Kollegen wies er die Rolle der Amygdala in der Furchtkonditionierung nach. Er wies auch eine verstärkte Aktivierung der Amygdala und deren Kopplung zur ventromedialen präfrontalen Cortex bei Versuchspersonen mit genetischer Disposition für Depression (im Serotonin Transporter-Gen SLC6A4) nach. Seine Gruppe fand auch Hinweise auf eine Gendisposition für Suchtgefährdung aus der Untersuchungen der Gehirnaktivität in präfrontaler Cortex und Striatum, wobei die Versuchspersonen Variationen in den Genen für mit dem Dopamin-System verbundene Enzyme aufwiesen (DAT, COMT).

## Schriften (Auswahl)
- Friston, K. J., Buechel, C., Fink, G. R., Morris, J., Rolls, E., & Dolan, R. J. (1997): Psychophysiological and modulatory interactions in neuroimaging. Neuroimage, 6(3), 218–229.
- Etkin, Amit, Christian Büchel, and James J. Gross: The neural bases of emotion regulation. Nature reviews neuroscience 16.11 (2015): 693–700.